# إبراهيم عسيري (لاعب كرة قدم مواليد 1994)
إبراهيم مفرح عسيري لاعب كرة قدم سعودي.

## مسيرة اللاعب
لعب سابقاً في نادي الدرع و نادي الشرق و نادي عفيف و نادي عرعر.